# Ophiocaryon duckei
Ophiocaryon duckei är en tvåhjärtbladig växtart som beskrevs av Rupert Charles Barneby. Ophiocaryon duckei ingår i släktet Ophiocaryon och familjen Sabiaceae. Inga underarter finns listade.